# Шахгильдян, Ваган Ваганович
Ваган Ваганович Шахгильдян (28 февраля 1935, Свердловск — 3 апреля 2012, Москва) — российский учёный в области радиотехники, член-корреспондент Российской академии наук с 2006 года, доктор технических наук, профессор, заслуженный деятель науки и техники РСФСР, действительный член Инженерной академии РФ и Международной академии информатизации. С 1987 года по 2004 год ректор Московского технического университета связи и информатики (до 1992 г. МЭИС, МИС). В период по апрель 2012 года — председатель Попечительского Совета университета, президент МТУСИ.

## Биография
Ваган Ваганович Шахгильдян родился 28 февраля 1935 года в семье советского хозяйственного и партийного работника, начальника Свердловской железной дороги, Вагана Перумовича (Василия Петровича) Шахгильдяна. Мать — Нина Марковна Днепрова.
В 1937 году Ваган Перунович был назначен на пост заместителя наркома путей сообщения.
В 1938 году отец В. В. Шахгильдяна был репрессирован: арестован 11 августа 1937 года, приговорён к высшей мере наказания 27 апреля 1938 года по обвинению в участии в контрреволюционной террористической организации. Расстрелян 10 мая 1938 года. Место захоронения — Московская область, Коммунарка. Реабилитирован в январе 1956 года.
После ареста главы, семья переезжает из Москвы в Маркс.
Ещё в школе Ваган Ваганович Шахгильдян увлёкся радиотехникой. В 12 лет будущий учёный собрал свой первый радиоприёмник по схеме, найденной в журнале «Радио». Школу Ваган Ваганович окончил с серебряной медалью.
- В 1952 году поступает в Московский электротехнический институт связи. До 1955 года учился на телеграфно-телефонном факультете, затем переходит на факультет радиосвязи и вещания, который с отличием окончил в 1957 году.
- В 1962 году защитил кандидатскую диссертацию на тему «Исследования систем фазовой автоподстройки».
- В 1967 году — докторскую диссертацию на тему «Теоретические основы теории синхронизации».
- В 1970 году ему было присвоено звание профессора.
- В 2006 году избран членом-корреспондентом РАН по Отделению информационных технологий и вычислительных систем РАН (специальность «синхронизация в телекоммуникационных системах»).

В. В. Шахгильдян в 1957—1970 годах занимался научной деятельностью в Научном центре МЭИС. С 1962 года В. В. Шахгильдян является заведующим лабораторией фазовых систем Научного центра МЭИС, а с 1970 года — заведующим кафедрой радиопередающих устройств МЭИС. В 1987 году он был избран ректором МЭИС. С 2006 года В. В. Шахгильдян — президент МТУСИ.
Входил в редакционные коллегии многих российских и зарубежных научных журналов. Являлся автором около 350 научных публикаций, включая 12 монографий и 18 авторских свидетельств. Под научным руководством В. В. Шахгильдяна было подготовлено 42 кандидатских диссертаций.
Женат, двое детей (сын и дочь), четверо внуков. Брат Иосиф — член-корреспондент Академии медицинских наук, ведущий специалист в области гепатита в России.
3 апреля 2012 года скончался на 78-м году жизни после тяжёлой продолжительной болезни. 5 апреля его тело было кремировано в крематории Николо-Архангельского кладбища.
Урна с прахом захоронена на уч. № 17-с Введенского кладбища в Москве.

### Область научных интересов
Область научных интересов Вагана Вагановича Шахгильдяна: теория фазовых систем синхронизации, приём сигналов в условиях априорной неопределённости и пространственно-временной обработки сигналов.
В. В. Шахгильдяном получены решения ряда вопросов теории нелинейных фазовых систем синхронизации.
Под руководством В. В. Шахгильдяна выработаны эффективные алгоритмы выделения полезных сигналов из композиции с шумом в условиях априорной неопределённости. Получены эффективные вычислительные алгоритмы приёма сигналов в условиях пространственно-временной обработки сигналов. Разработан широкий класс синтезаторов частот, в которых используются цифровые и аналого-цифровые системы и устройства.

## Награды и звания
- Награждён орденами Трудового Красного Знамени, Почёта (2002)[4], Дружбы (1995)[5], медалью ордена «За заслуги перед Отечеством» II степени (2011)[6]
- Государственная премия СССР (1986) — за цикл работ «Теория фазовой синхронизации в радиотехнике и связи».
- Премия Правительства Российской Федерации в области образования (2000; совместно с др.) — за разработку научно-методических и организационно-технических основ Федеральной университетской сети дистанционного обучения для учебных заведений высшего профессионального образования[7]
- Премия Правительства Российской Федерации в области науки и техники (1999; совместно с др.) — за учебник «Радиопередающие устройства» (1996 год)[8]
- «Почётный орден» Российско-Армянского (Славянского) государственного университета[9]
- Большая золотая медаль Армянской академии наук
- Высшая награда Американского общества радиоинженеров (Fellow IEEE)[10]
- Почётный доктор Мадридского технического университета
- Иностранный член Национальной академии наук Республики Армения (2005)[11]